# Sluneční dělo
Sluneční dělo (nebo také sluneční zbraň) je teoretická orbitální zbraň. 

## Historie
Skotský matematik John Napier navrhl toto zařízení ve své knize Secrete Inventionis (1596), kde publikoval podrobnosti o obřím zrcadle, schopném spalovat nepřátelské lodě tím, že se na ně zaměří sluneční paprsky.
V roce 1929 německý fyzik Hermann Oberth vyvinul plány na vesmírnou stanici, z níž by 100 metrů široké konkávní zrcadlo mohlo odrážet soustředěné světlo na určený bod na zemi.
Později, během druhé světové Války, začala skupina německých vědců působících v armádní posádce v Hillerslebenu, oživovat Oberthovu myšlenku na vytvoření superzbraně, která by mohla využívat sluneční energii. Toto takzvané sluneční dělo mělo být součástí vesmírné stanice působící 8200 km nad zemí. Vědci spočítali, že obrovský reflektor, vyrobený z kovového sodíku o ploše 9 čtverečních kilometrů, by mohl produkovat dostatek tepla, aby se začal oceán vařit nebo vyhořelo celé město. Po výslechu provedeném důstojníky Spojených států, tvrdili němečtí vědci, že sluneční zbraň by mohla být dokončena v horizontu od 50 do 100 let.